# Ryjet
RYJET - Aerotaxis del Mediterráneo fue una compañía española dedicada a la comunicación aérea, su base principal se encontraba en Málaga. Operaba fundamentalmente vuelos de mercancías que unían a diario los aeropuertos de Málaga y Melilla. 
Llevaron a cabo vuelos regulare de carha y mercancía, entre ambas ciudades, con un Piper Séneca II PA-34 Turbo y más tarde también con un BAe Jetstream, cesando su operación a los 2 meses de su comienzo por falta de pagos a la compañía arrendadora. 

## Historia
La aerolínea fue fundada en 1999 y se proyectaba para operar servicios de taxi aéreo, carga y chárter cubriendo España, Portugal y Marruecos. La mayoría de sus operaciones, sin embargo, fueron entre Málaga y Melilla. Para 2011 la aerolínea estableció una especie de puente aéreo entre la ciudad del sur de España y la posesión española en el norte de África aumentando el número de sus vuelos a 108 por mes.
Ryjet fue noticia en 2007 cuando se reveló que había pedido altas cantidades como pago inicial a los pilotos que deseaban trabajar para la compañía. En los años siguientes se detectaron otras irregularidades en el funcionamiento de la aerolínea.
Para marzo de 2012 Ryjet había tenido graves problemas financieros y tenía dificultades para pagar sus facturas; tres meses después —debido al incumplimiento de los pagos a sus arrendadores y a sus empleados— Ryjet anunció que cesaba sus operaciones.

## Antiguos destinos
Sus destinos regulares fueron los siguientes:
| Destinos | Aeropuertos                              |
| -------- | ---------------------------------------- |
| Málaga   | Aeropuerto de Málaga-Costa del Sol (Hub) |
| Melilla  | Aeropuerto de Melilla                    |

Además, operaba vuelos chárter en España, Portugal y Marruecos desde Málaga y Melilla.

## Flota histórica
Ryjet operó los siguientes de aviones durante su existencia:
| Aeronaves        | Total | Introducido | Retirado | Matrículas |
| ---------------- | ----- | ----------- | -------- | ---------- |
| BAe Jetstream 31 | 1     | 2011        | 2012     | G-EIGG     |
| Saab 340         | 1     | 2007        | 2012     | EC-JHE     |